# Michele Scandiffio

Erzbischofswappen von Michele Scandiffio

Michele Scandiffio (* 29. September 1928 in Pomarico, Provinz Matera; † 6. Juni 2022 in Matera) war ein italienischer Geistlicher und römisch-katholischer Erzbischof von Acerenza.

## Leben
Michele Scandiffio empfing am 8. Juli 1951 das Sakrament der Priesterweihe. Anschließend setzte er sein Theologie- und Philosophiestudium fort.
Papst Johannes Paul II. ernannte ihn am 30. April 1988 zum Erzbischof von Acerenza. Der Erzbischof von Neapel, Michele Kardinal Giordano, spendete ihm am 9. Juli desselben Jahres die Bischofsweihe; Mitkonsekratoren waren Giuseppe Vairo, Erzbischof von Potenza-Muro Lucano-Marsico Nuovo, und Ennio Appignanesi, Erzbischof von Matera-Irsina.
Am 27. Juli 2005 nahm Papst Benedikt XVI. seinen altersbedingten Rücktritt an.